# 大クロアチア

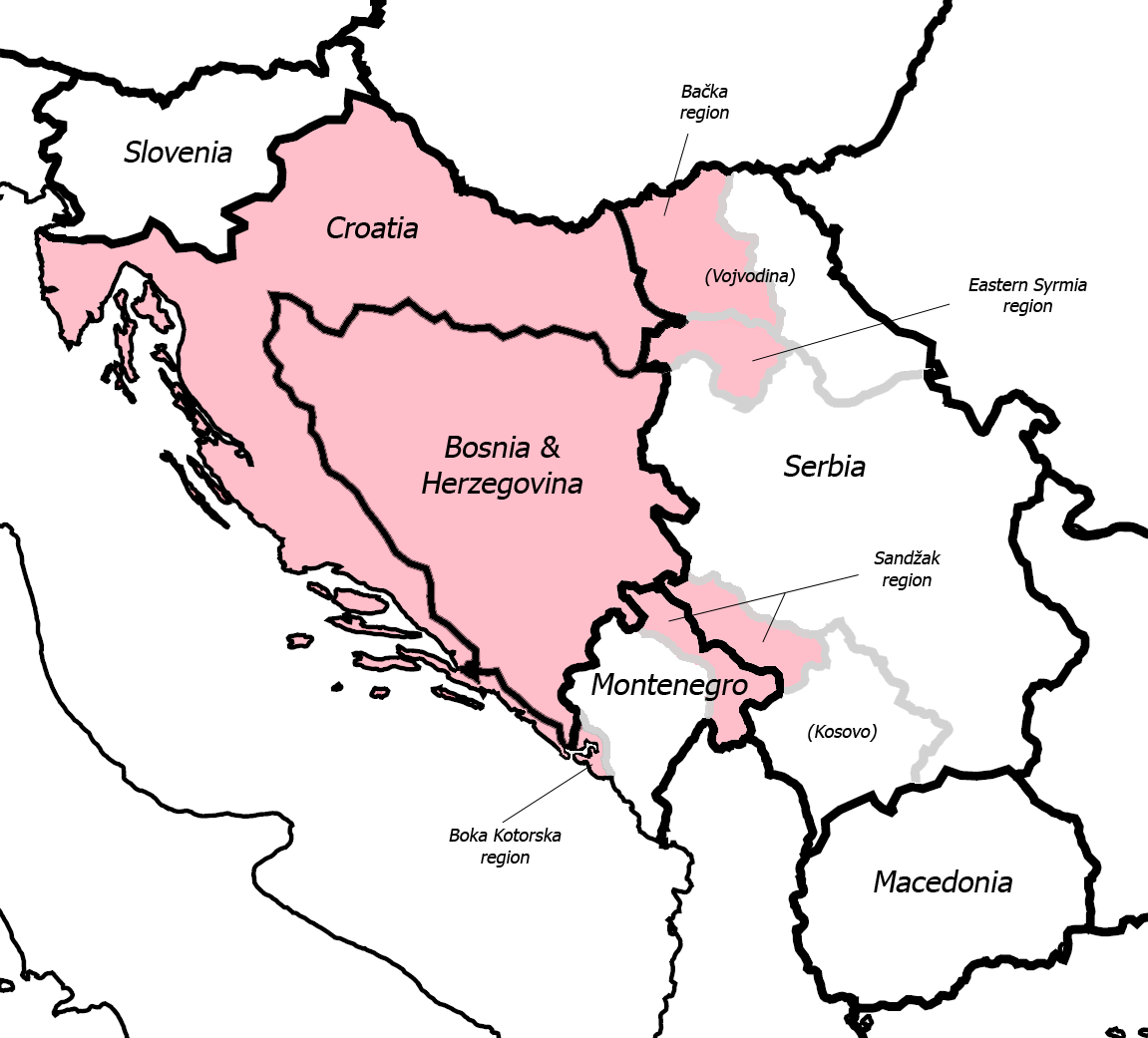
ドブロスラヴ・パラガの主張する大クロアチアの範囲

大クロアチア（だいクロアチア、クロアチア語: Velika Hrvatska）とは、クロアチアの民族主義のうち、特定のグループが保持する概念である。ある意味ではクロアチア人の地域的な範囲を示し、クロアチア共和国の国境外に住むクロアチア人の民族性を強調する。しかし、政治的な意味では、この用語は、クロアチア人の居住範囲すべてをクロアチア国家の領土とするべきという民族統一主義に基づくものである。現在では極右政党のクロアチア純粋権利党がこの主張を支持している。
大クロアチアは20世紀の大半を通じてクロアチアの民族主義の根底となってきた考え方であり、特にユーゴスラビア王国時代、第二次世界大戦時、そしてクロアチア紛争時に盛んになった。

## 起源
大クロアチア主義の領土主張は、「クロアチア人国家と歴史的権利」に基づくとされ、15世紀にクロアチアがハンガリーと連合していた時代にさかのぼる。大クロアチア主義の支持者によると、15世紀から17世紀にかけてオスマン帝国が侵攻する以前のクロアチアの歴史的領土はクロアチアに「返還」され、完全なクロアチアの支配下に置かれるべきであるとする。この概念は、19世紀のクロアチア民族復興運動（イリュリア運動、en）や1878年のオーストリア・ハンガリー帝国によるボスニア・ヘルツェゴビナ併合以降、特に盛んになった。
「クロアチア国家と歴史的権利」の概念は後の「民族の権利」によってさらに勢いを得た。大クロアチア主義は、クロアチア民族の土地とクロアチア国家の歴史的領土の両方を包含する未来の大クロアチアの姿として見られるようになった。

## 19世紀の近代的な大クロアチア主義の起こり
近代的な大クロアチアの概念は19世紀にさかのぼり、1878年のオーストリア・ハンガリー帝国によるボスニア・ヘルツェゴビナ併合以前からあった。これはクロアチアの右翼政党と結びついていた。たとえば、右派の新聞「Hervatska」は次のような記事を書いている。
「Hervatska」紙の主張は、クロアチア民族内において決して特別に急進的なものではない。1869年にエウゲン・クヴァテルニク（Eugen Kvaternik）はドン・ミホヴィル・パヴリノヴィッチ（don Mihovil Pavlinović）に手紙を書き、「クロアチア国家と歴史的権利」に従いクロアチア権利党の政策を完遂すれば、ドラーヴァ川からアドリア海までではなく、ザルツブルク・アルプスからアルバニアおよびコソボまでの領域に純粋で穢れなきクロアチアの国旗がはためくだろうと述べた。
アンテ・スタルチェヴィッチ（Ante Starčević）が創設したクロアチア権利党の支持者であるクロアチアの作家、ジュロ・デジェリッチ（Đuro Deželić）は1879年に「クロアチア民族」あるいは「クロアチア人の魂」という本を出版し、その中でクロアチア人が住み、従ってクロアチアの土地である地方は「現在のダルマチア全域およびコトル湾・トルコ領クロアチア（en）を含むボスニア・ノヴィ・パザル・パシャリク（サンジャク地方）、1789年のアンゲルの本でトルコ領ダルマチアとして言及された現在のヘルツェゴヴィナ地方・そしてモンテネグロとアルバニア北部である」とした。
ボスニア・ヘルツェゴビナを編入する野望の実現への望みから、1878年8月28日クロアチア議会は皇帝フランツ・ヨーゼフ1世に宛てた手紙の中で「時間の流れにより、ボスニア・ヘルツェゴビナはクロアチア・スラヴォニア・ダルマチア王国の統治下へと引き渡されるべきである」と述べて、ボスニア・ヘルツェゴビナがクロアチアの一部となることへの期待を示している。
クロアチアの拡張主義者の野心は1893年11月に起草されたクロアチア権利党の綱領にも現れている。この綱領の最初の項では、
としている。クロアチア権利党によれば、国土には3種類があるとされる。
1. 国土が実際の領域によって形作られる、中央クロアチアとスラヴォニア、リエカ周辺を含む区域。
2. 仮想的な主張と呼ばれる、メジュムリェ・ダルマチア・クヴァルネル諸島（ダルマチア諸島）・イストリアの一部・ボスニア北西部を含む地域。
3. 「クロアチア国家と自然的権利」に基づくクロアチア民族主義者の主張に含まれる地域。

クロアチア権利党の1893年の綱領では、右翼主義者によりボスニア・ヘルツェゴビナ全域とカリンシア、スティリアが含められた。この「3種類の国土」のいずれにおいても、たとえばボスニア・ヘルツェゴビナ、ヴォイヴォディナ、スロベニアの一部やモンテネグロに関して、クロアチアの民族主義者たちは歴史的、自然的、民族的、地理的、経済的、地理的などさまざまな根拠を挙げた。

## 20世紀初頭
1904年5月2日にザグレブで発刊された新聞「Hrvatstvo」紙は、最初の社説として「我らが綱領」という文章を載せた。そのなかで同紙は以下のように述べている。
大クロアチアの考え方はセルブ・クロアート・スロヴェーン王国の成立後もクロアチア民族主義者陣営の間では忘れ去られることはなかった。たとえば、クロアチア人共和農民党の党首であったスチェパン・ラディチは、1922年7月12日にロンドン・デイリー・ニュース（London Daily News）に寄せられた声明のなかで、「（バラニャ、バナト、バチュカ（Bačka）といった地方が）不当かつ不合理にもヴォイヴォディナと呼ばれている」と述べ、この地域が単純にセルビア人の土地として統治されることは許されず、国際連盟の監視の下でセルビアとクロアチアのどちらに帰属するかについての住民投票を行うべきであると主張した。
翌年の9月23日、ロンドンからクロアチア人共和農民党の党首ラディッチに当てられた手紙では、「クロアチアとクロアチア人の地図」の作成が提案された。この地図にはクロアチア・スラヴォニア・ダルマチア・メジュムリェ・プレクムリェとともに、クルカ（Krka）およびカスタヴ（Kastav）、オーストリア＝ハンガリー帝国からセルブ・クロアート・スロヴェーン王国領に受け継がれた全領域（ボスニア・ヘルツェゴビナ・バチュカ・バナト・バラニャ）、さらにモンテネグロ・マケドニアを含むものとする。
ラディッチは外国を意識した地図の作成と英語およびフランス語での説明の挿入方法について指示し、「スボティツァからアドリア海まで、全ての郡についてクロアチア人（ボスニアのイスラム教徒もクロアチア人とする）が人口の過半を占める郡を青、正教徒（セルビア人）が過半を占める地域を赤で示すよう指摘した。

ラディッチが1928年にセルビア急進党の議員に暗殺されると、ヴラドコ・マチェクがその後継者として大クロアチア主義を主張した。マチェクは、旧オーストリア・ハンガリー帝国領にあった全ての南スラヴ人の土地をクロアチアの指導の下に統合することを望み、その国家をセルビアとの協商関係のもとに置くことを意図していた。ラディッチ同様、ユーゴスラビアの分割を意図した住民投票の実施をドリナ川周辺およびそれ以西で実施することを求めていた。
1936年にマチェクは以下の声明を発表した。
マチェクの領土要求は、ユーゴスラビアの摂政パヴレ・カラジョルジェヴィチ王子との秘密会談以降、農民党の指導者となったヨヴァン・ヨヴァノヴィッチ・ピゲオン（Jovan Jovanović-Pigeon）へと引き継がれた。

1939年に成立したクロアチア自治州（地図中、赤地の版図）

ツヴェトコヴィッチ＝マチェク合意（en）の前に行われた摂政パヴレとマチェクの会合で、パヴレは「あなたにとってのクロアチアとは何か？」とたずた。それに対し、マチェクは「プリモリェ州（Primorje）とサヴァ州（Savska）の各州だ」と答えた。次の会合では、マチェクはドゥブロヴニク、そして次にヴルバス（Vrbas）を求めた。3度めの会合では、マチェクの要求はさらに増し、イロクまでのスリイェム・ブルチコおよび周辺・ビイェリナ・トラヴニク・フォイニツァ・ヘルツェゴビナを要求した。
1939年8月26日、この要求に基づいたツヴェトコヴィッチ＝マチェク合意によって、クロアチア自治州が設置された。

## 第二次世界大戦とクロアチア独立国

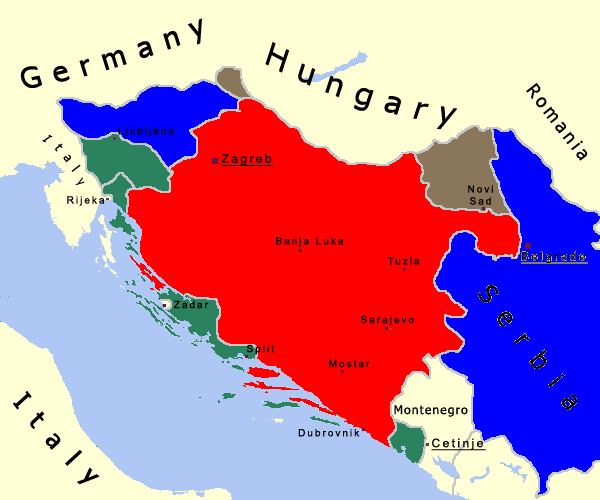
クロアチア独立国（赤）。青はドイツ、緑はイタリア、茶色はハンガリーの支配下に置かれた。

第二次世界大戦時のナチス・ドイツによるユーゴスラビア侵攻の後、ドイツやイタリアの支援を受けたクロアチアの民族主義組織ウスタシャのアンテ・パヴェリッチはクロアチア独立国を建国した。
クロアチアの領土を最大限まで拡張せんとするクロアチア民族主義者の願望は、クロアチア・スラヴォニア・ダルマチアとボスニア・ヘルツェゴビナのほぼ全域をその領土とするクロアチア独立国の範囲にも見てとることが出来る。
ところが、ウスタシャはこれだけでは満足せず、スラヴコ・クヴァテルニクを通じて領土の更なる拡張を試みた。1941年5月14日の電報で、ドイツの在クロアチア全権大使であったジークフリート・カッシェはドイツの外務大臣リッベントロップに対し、クヴァテルニクはクロアチアの領土をアルバニア国境や、プリボイ（Priboj）、プリイェポリェ（Prijepolje）、プリェヴリャ（Pljevlja）（それぞれサンジャク地方の都市）にまで広げることを望んでいると伝えた。さらに、カシェは「クロアチア軍は既にそれらの地域に展開している」ことを理由として、この要求に支持を表明した。
しかし、イタリアの外相ガレアッツォ・チャーノは、このクヴァテルニクの要求を「クロアチア帝国主義」と批判している。チャーノは1941年6月30日の日記に次のように書いている。

## 第二次世界大戦後の大クロアチア主義
エーリッヒ・シュミット・エンボーム（Erich Schmidt Enbohm）の執筆したドイツの情報機関BNDの任務に関する本によれば、戦後ユーゴスラビアの権力をヨシップ・ブロズ・チトーが掌握した後にも大クロアチア主義は決して衰えなかったとしている。
それは、イヴァン・ステヴォ・クラヤチッチ（Ivan Stevo Krajačić、クロアチア人）がチトーの権力・権限が最も強かった時代に、かつてのクロアチア独立国の領土の範囲内でボスニア・ヘルツェゴビナを含む独立のクロアチアを建国する案を作成したことにも表れている。
これもまた、大クロアチア主義におけるボスニア・ヘルツェゴビナへの強い要求の表れであるといえる。政治体制や国家・社会構成、そして人も変わっていく中で、ドリナ川までを包含するクロアチア主義の概念は変わらずに受け継がれていった。

## クロアチア人による地政学的評価
セルビアとクロアチアの間でかつてより問題となり、今なお問題となっている議論のひとつに、クロアチアの政治家、地政学者の間で優勢となっているクロアチアの地政学的な立場がある。クロアチアの地政学的立場について、クロアチアの歴史家ヴィエコスラヴ・クライッチ（en）は「良く広げられたソーセージに似る」と説明された。
クロアチアの国土の形はバナナ、あるいはクロワッサンにたとえられる。クロアチアのこのような国土の形は、多くのクロアチア人から生存・発展の余地のないものと言われる。アントゥン・ラディッチ（en）はこのことについて以下のように述べた。
またアントゥンの兄弟のスティエパン・ラディッチ（Stjepan）は、「ボスニアはクロアチアの胃袋である。胃袋を切り取られて果たして生きていくことができようか。」と述べた。フラノ・スピロ（en）は、「ボスニアなきクロアチアは、こんにちの占領された（ボスニアなどの）領土を支配している者たちの手の内のおもちゃだ。」とした。
永続的な経済的・金銭的自立を勝ち取るためには、新たな領土を確保する必要があると、クロアチアの政治家たちは考えている。Hrvatski dnevnikは1914年、「クロアチアは現在の大きさでは生き残ることはできない。なぜならクロアチアが経済的に自立するためには、より多くの領土が必要だからだ。」と書いている。
「Südland」「ユリチッチ博士（Dr. Juričić）」、「フロリアン・リヒトラガー（Florian Lichttrager）」の変名で知られるイヴァン・ピラル（en）は以下のように述べている。
ピラルによれば、「クロアチア・スラヴォニア・ダルマチアは殻」、「ボスニア・ヘルツェゴビナは核である」とされ、総じてこの種の主張には同様の論理が用いられている。

## クロアチアの民族主義と地図
クロアチア・スラヴォニア・ダルマチアを殻、ボスニア・ヘルツェゴビナを核とするこの考え方を取り上げ、ミロスラヴ・クルレジャ（en）が率いるザグレブのユーゴスラビア人民共和国の編集協会は、1960年発行のユーゴスラビア百科事典の第4巻のクロアチアの項目において、クロアチアがドリナ川以西のボスニア・ヘルツェゴビナを併合した図を掲載した。図では、ドリナ川左岸の領域をすべて除外することなくクロアチアに加えている。同協会は、1968年発行のユーゴスラビア百科事典の第7巻のセルビアの項目にも、同様の図を掲載した。ここではセルビアはドリナ川までとなっており、セルビアの領域が川の左岸へと及ぶことはなかった。
このような考え方には1世紀以上の歴史があり、1862年にさかのぼれば、ヨシップ・パルタス（en）は、フラニョ・クルジッチ（en）のデザインにしたがって、「現在の各州と、示唆される古代の重要な居住地、現在の居住地を示すクロアチア王国の全図」と題された地図を発行した。この地図はドラグティン・アルブレヒト（Dragutin Albrecht）のザグレブ印刷所で印刷された。この地図では、クロアチア王国の領域として、ボスニア・ヘルツェゴビナ、モンテネグロ、セルビア南西部、スロベニア南西部がクロアチアとつなげられた。
クロアチアの東の国境はドリナ川であるとするクロアチア人の願望に基づいた地図に、ニコラ・ズヴォニミル・ビェロヴチッチ（en）のものがある。1954年にドゥブロヴニクで発行されたビェロヴチッチの冊子「クロアチア人とスロベニア人の境界（Etnografske granice, Hrvata i Slovenaca）」には、1933年にビェロヴチッチが製作し、ユーゴスラビア王国とその周辺のクロアチア人地域の境界が示された地図が掲載されている。
この地図に示されたクロアチアの歴史的な領土の領域は、アンテ・パヴェリッチのクロアチア独立国を彷彿とさせるものであった。クロアチアの一部として、ボスニア・ヘルツェゴビナ全域・バールの南までのコトル湾全域・ヴォイヴォディナのバチュカ・ハンガリー領のバヤ（Baja）・ペーチ南西のドゥラヴァ川沿の東はSt. Martinから西はレンダヴァまで・スリイェム全域が含まれている。
この地図は意図的に誤ってかかれ、単に事実に基づいた民族分布を示すよりはクロアチアの拡張への願望を表現したものであった。つまり、この領域は「クロアチア国家と歴史的権利」によりクロアチア領土とされる領域の全てを包含している。